# Oculairprojectie

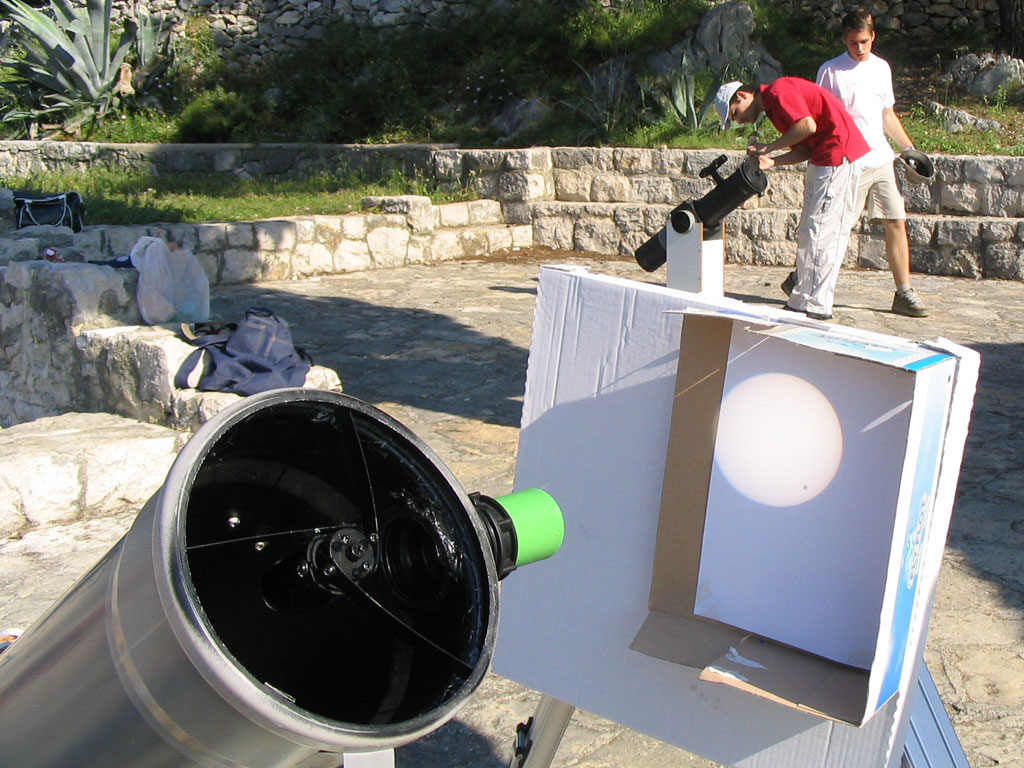
Oculairprojectie

Met oculairprojectie wordt bedoeld dat niet door het oculair van een telescoop of verrekijker wordt gekeken maar dat het beeld op een (wit) blad wordt geprojecteerd.
Deze manier van waarnemen wordt vooral gebruikt bij het waarnemen van de Zon. Door het oculair naar de Zon kijken is heel gevaarlijk voor de ogen en dus is oculairprojectie een veilig alternatief, naast het gebruik van een goede zonnefilter. Hierbij is het van cruciaal belang dat het zonnefilter vooraan op de telescoop aangebracht wordt. Indien het filter op het oculair wordt geplaatst is het zonlicht reeds door de telescoop geconcentreerd. Het kleine filter kan daardoor binnen enkele seconden snel te heet worden en barsten. Indien op dat moment door de telescoop wordt waargenomen kan blijvende schade aan het oog worden veroorzaakt.
Voor oculairprojectie kan het best een eenvoudige en niet te grote lenzentelescoop gebruikt worden. De telescoop kan van binnen erg heet worden waardoor hij kan beschadigen. 